# Chiesa di Santa Maria Assunta (San Lorenzo Dorsino)
La chiesa di Santa Maria Assunta è la parrocchiale a Tavodo, frazione di San Lorenzo Dorsino in provincia autonoma di Trento. Appartiene all'ex-decanato del Lomaso dell'arcidiocesi di Trento e risale al XII secolo.

## Storia

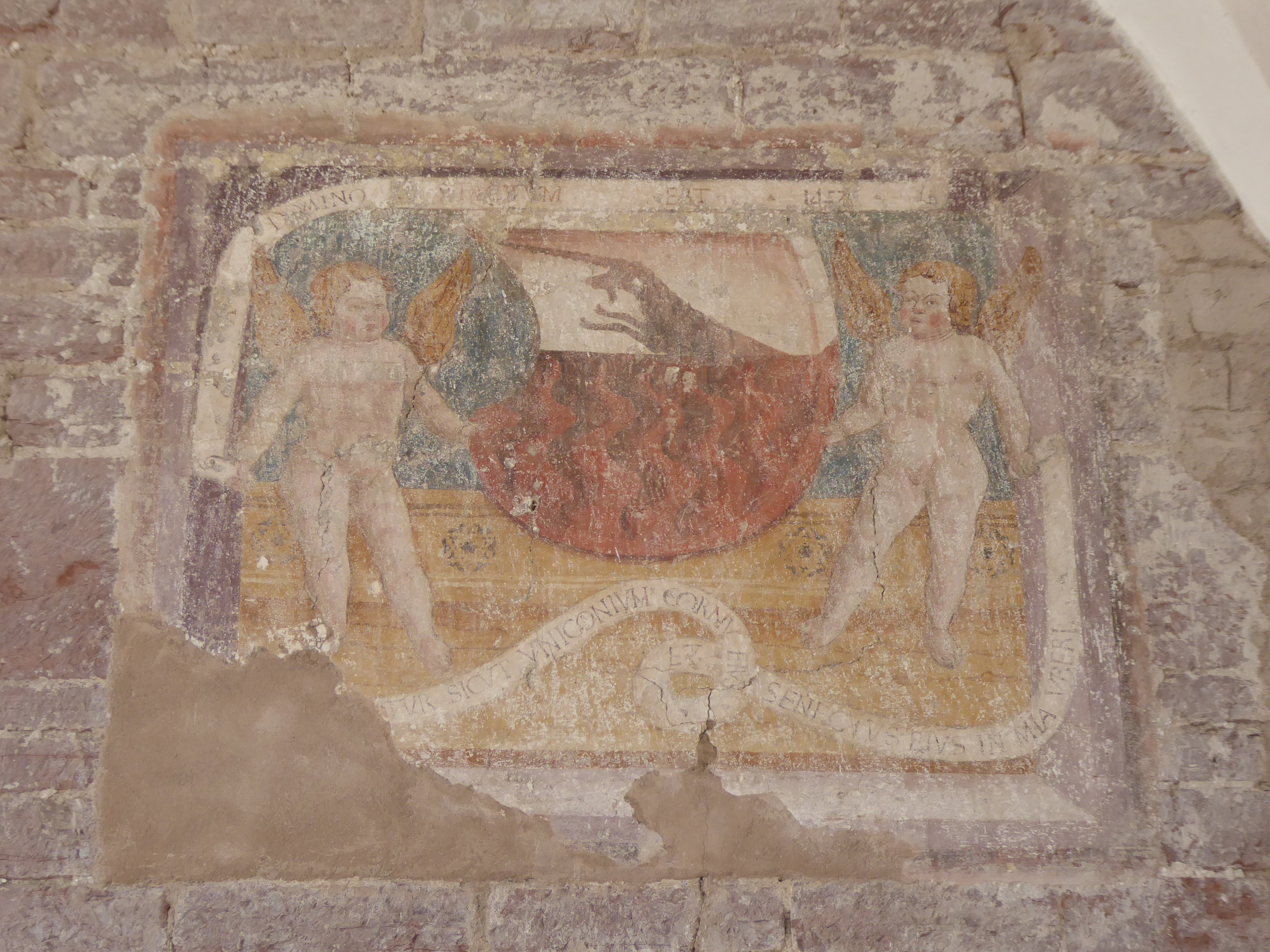
Affresco conservato sulla facciata della chiesa, sotto il portico.

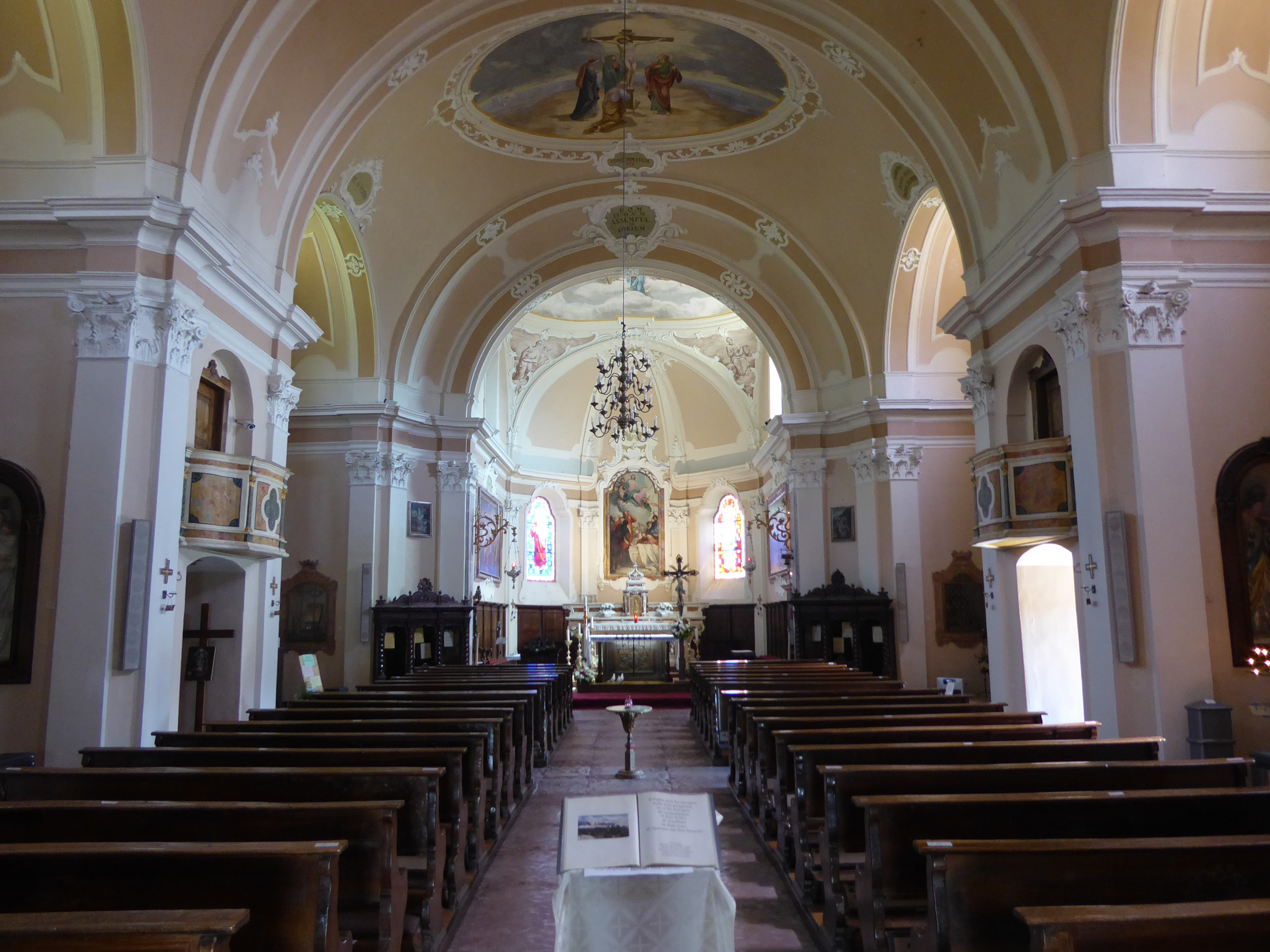
Interno della chiesa di Santa Maria Assunta.

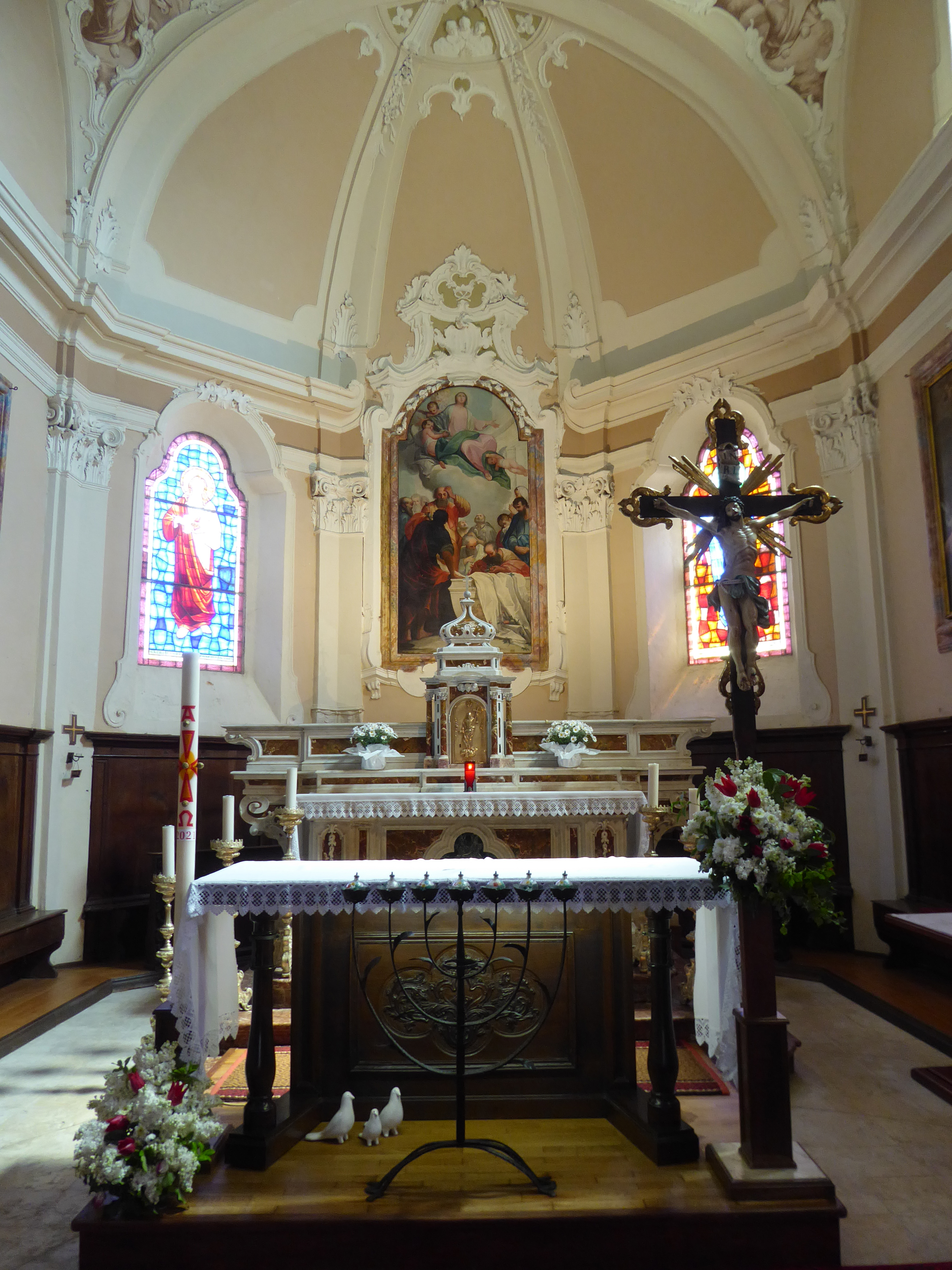
Presbiterio con altare maggiore e pala raffigurante la Assunzione di Maria.

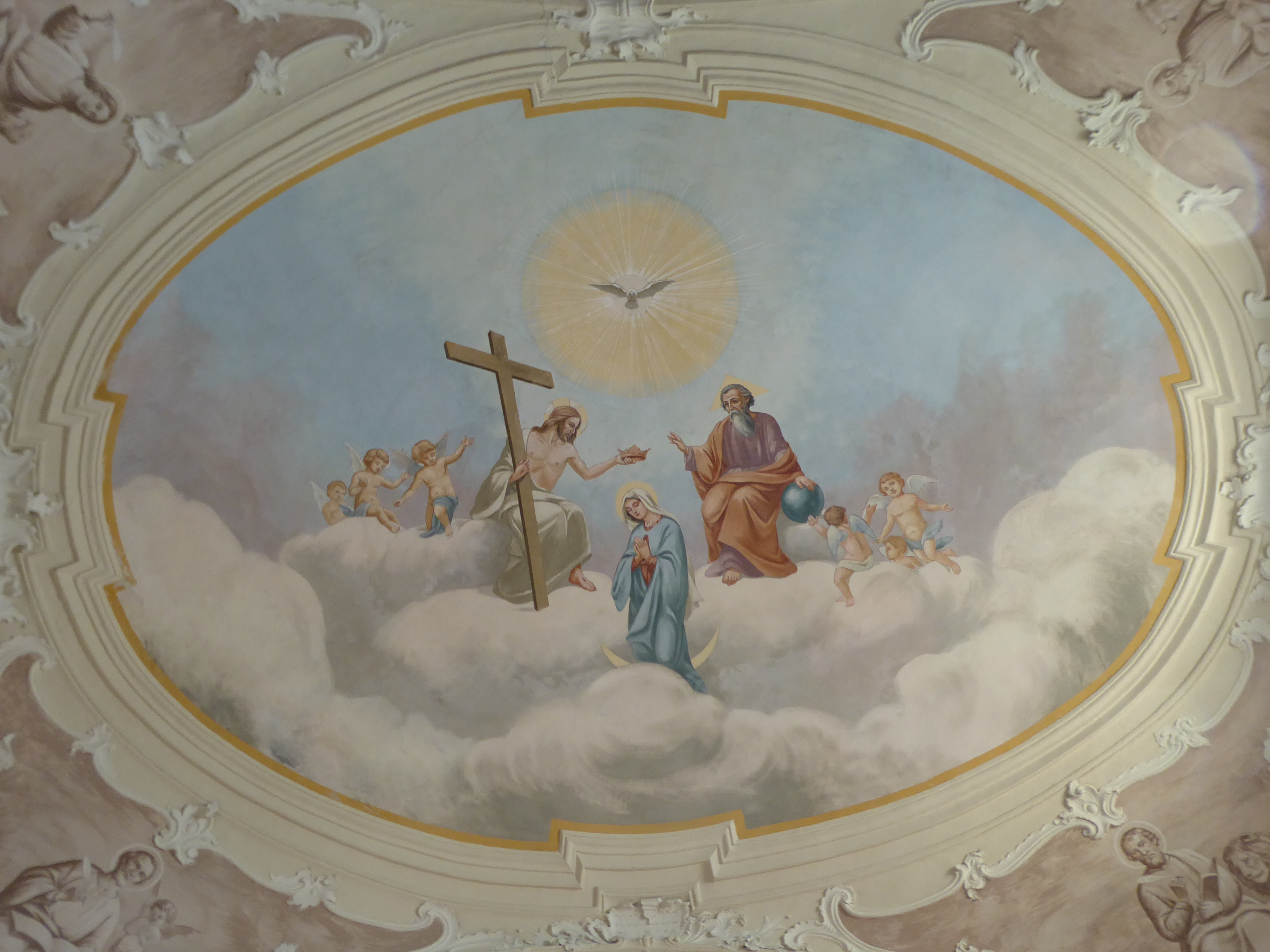
Affresco che raffigura la Incoronazione di Maria.

Fu una delle sette pievi originarie nel territorio con quelle di Bono, Condino, Rendena, Tione, Bleggio e Lomaso. La sua giurisdizione ecclesiastica riguardò tutta l'area compresa tra il fiume Sarca, Andalo, Molveno, Ranzo e Margone e fu un importante crocevia per i transiti ed il passaggio anche dei pellegrini. L'importanza del sito divenne evidente al tempo delle invasioni barbariche che, oltre a sede religiosa, divenne anche centro di potere civile con Stenico e Mani, strettamente legato al controllo del principato vescovile di Trento.
Storicamente fu tra le prime pievi della diocesi trentina, probabilmente sorta durante la vita di Vigilio di Trento anche se non esistono fonti certe al riguardo. Fu chiesa madre di numerosi luoghi di culto successivamente edificati nella Giudicarie, come quelli di Sclemo, Dorsino, Seo, Premione, Andogno, Villa, Stenic, San Lorenzo, Pergnano, Senaso, Dolaso e diversi altri.
La chiesa è citata nei documenti ufficiali a partire dal 1161 nei quali è descritta come l'antica pieve del Banale, nelle Giudicarie.
La solenne consacrazione venne celebrata solo il 25 marzo 1500 e quasi tre secoli più tardi fu oggetto di un'importante lavoro di restauro e ricostruzione al quale seguì una nuova consacrazione il 25 ottobre 1837. Anche in seguito venne ripetutamente arricchita di decorazioni e restaurata.

## Descrizione

### Esterno
La chiesa si presenta in stile romanico. La facciata è parzialmente coperta nella parte centrale e sulla destra da un grande portico con tre arcate che sorreggono un ambiente chiuso mentre sulla sinistra si alza la torre campanaria in pietra a vista, con cella che si apre con quattro finestre a bifora. la copertura è a cuspide piramidale a base quadrata.
Sotto il portico il portale di accesso incorniciato in pietra rossa è affiancato dalle lapidi poste a ricordo di don Arturo Zambanini, che fu parroco della chiesa e deputato provinciale, e di Giovanni Serafini da Ragoli, già docente a Trento di botanica ed agraria presso il liceo oltre che medico nella zona del Banale.

### Interno
La grande sala è formata dall'unica navata ampliata dalle grandi cappelle laterali. Parte delle decorazioni nella sala sono state realizzate negli anni finali della prima metà del XX secolo dal pittore trentino Metodio Ottolini.